# Organización de Cooperación de Shanghái
La Organización de Cooperación de Shanghái (OCS) es una organización intergubernamental fundada el 15 de junio de 2001 por China, Rusia, Kazajistán, Kirguistán, Tayikistán y Uzbekistán, países que, con excepción del último, fueron miembros del grupo de los Cinco de Shanghái, precursor de la OCS, fundado el 26 de abril de 1996. Desde su creación, la organización ha expandido su membresía a nueve estados; India y Pakistán se unieron en junio de 2017, e Irán lo hizo en septiembre de 2022.
Es la organización regional más grande del mundo, en términos de alcance geográfico y población, cubriendo aproximadamente el 80% del área de Eurasia, y el 40% de la población mundial. En 2023 su PIB combinado rondaba el 25% del PIB mundial. y

## Orígenes

### Los Cinco de Shanghái
El grupo de los Cinco de Shanghai se creó el 26 de abril de 1996, cuando los jefes de Estado de China, Kazajistán, Kirguizistán, Rusia y Tayikistán firmaron en Shanghái el Tratado sobre la Profundización de la Confianza Militar en las Regiones Fronterizas.
El 24 de abril de 1997, los mismos países firmaron el Tratado de Reducción de Fuerzas Militares en Regiones Fronterizas en una reunión celebrada en Moscú (Rusia). El 20 de mayo de 1997, el presidente ruso Boris Yeltsin y el presidente chino Jiang Zemin firmaron una declaración sobre un "mundo multipolar".

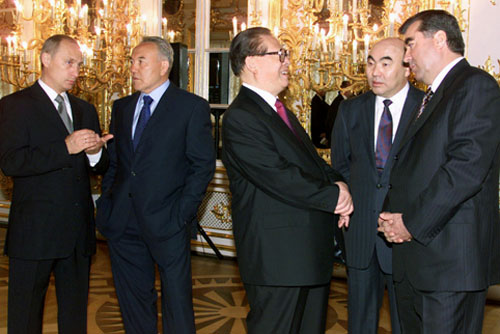
El Presidente ruso Vladímir Putin, el presidente kazajo Nursultan Nazarbayev, el presidente chino Jiang Zemin, el presidente kirguís Askar Akayev y el presidente tayiko Emomali Rahmon, en su día líderes de los Cinco de Shanghái.

Las siguientes cumbres anuales del grupo de los Cinco de Shanghái se celebraron en Almatý (Kazajistán) en 1998, en Biskek (Kirguistán) en 1999 y en Dusambé (Tayikistán) en 2000. En la cumbre de Dusambé, los miembros acordaron "oponerse a la intervención en los asuntos internos de otros países por razones de 'humanitarismo' y 'protección de los derechos humanos'; y apoyar los esfuerzos de unos y otros para salvaguardar la independencia nacional, la soberanía, la integridad territorial y la estabilidad social de los cinco países". La estructura de los Cinco de Shanghái contribuyó a acelerar la resolución de disputas fronterizas por parte de los miembros, a acordar despliegues militares en zonas fronterizas y a hacer frente a amenazas a la seguridad.: 95 

## Actividades

### Cooperación en materia de seguridad
Grigory Logninov afirmó en abril de 2006 que la OCS no tenía intención de convertirse en un bloque militar. La OCS está, según sus propias declaraciones, enfocada hacia la seguridad regional, señalando como principales amenazas el terrorismo, el separatismo y el extremismo.
La organización cuenta desde 2004 con una oficina antiterrorista, la Estructura Antiterrorista Regional (RATS), con sede en Taskent (Uzbekistán). Durante la cumbre de 2006 se decidió también la creación del Centro Antidrogas de la OCS, una institución dedicada a la lucha contra el tráfico internacional de estupefacientes. Los ejércitos de los países miembros han llevado a cabo maniobras conjuntas tanto en el marco de la alianza como de forma bilateral entre Rusia y China.
El 10 de agosto de 2007, la OCS realizó un ejercicio militar en la región de los Montes Urales, en Rusia. Se pusieron en operación más de 1.000 unidades de material bélico y cerca de 6.000 efectivos (rusos y chinos en su mayoría). Los ejercicios antiterroristas concluyeron el 17 de agosto.

### Cooperación económica
En septiembre de 2003 se estableció un acuerdo marco para fomentar la cooperación económica entre los estados de la OCS. Wen Jiabao, el entonces primer ministro de la República Popular China, propuso en la misma reunión la creación de una zona de libre comercio como una meta a largo plazo de la OCS. En 2004 se señalaron 100 medidas concretas que debían aplicarse a corto plazo para facilitar el intercambio de mercancías en la región.
El 26 de octubre de 2005, durante la cumbre de Moscú, el Secretario General de la organización declaró que la OCS daría prioridad a proyectos energéticos conjuntos, tales como la exploración de nuevos yacimientos de hidrocarburos, la cooperación en los sectores del gas y el petróleo y la creación de un Consejo interbancario de la OCS para la futura financiación de tales proyectos (que tendría su primera reunión en febrero de 2006).

### Cooperación cultural
La OCS también pretende fomentar la cooperación cultural. Los ministros de cultura de los países miembros se reunieron por primera vez en Pekín en 2002. Las cumbres de la OCS se han acompañado, desde 2005, de muestras de arte y festivales culturales.

## Posibilidad de nuevas incorporaciones
Durante la cumbre de 2004 en Taskent (Uzbekistán), Mongolia se convirtió en el primer país en recibir estatus de observador de la OCS. En la cumbre de 2005, países como Pakistán, India e Irán recibieron el mismo tratamiento. Estas 4 naciones mostraron su interés en incorporarse como miembros de pleno derecho de la organización.
Fuentes del Ministerio de Exteriores chino han afirmado que la OCS no aceptará nuevos miembros sin estudiar detenidamente las candidaturas. El representante permanente ruso Grigory Logninov se expresó de manera análoga y el secretario general Zhang Deguang argumentó que una sobreexpansión de la organización podría ser perjudicial para la intensificación de la cooperación.
Bielorrusia ha solicitado el estatus de miembro observador, contando para ello con el apoyo de Kazajistán. Sin embargo, el ministro de Defensa ruso Serguéi Ivánov se mostró en contra de la candidatura al afirmar que Bielorrusia es un país puramente europeo. En Serbia, el Partido Radical Serbio y otras fuerzas nacionalistas abogan porque su país solicite la inclusión en la OCS y detener así su aproximación e integración en la Unión Europea.
En septiembre de 2014, durante la cumbre de la organización, India pidió adherirse a la OCS como miembro permanente. Finalmente, tanto India como Pakistán pasaron a ser miembros de pleno derecho de la OCS en 2017 e Irán lo hizo en septiembre de 2022, convirtiéndose así en el noveno miembro de esta organización, En julio de 2024, durante la cumbre de Astaná, Bielorrusia pasó a ser miembro pleno derecho de la OCS convirtiéndose así en el décimo miembro. 

## Relaciones con Occidente
A pesar de que la declaración fundacional de la OCS afirma que no es una alianza hecha contra otras naciones o regiones y se adhiere al principio de transparencia, la mayoría de los observadores consideran que uno de los objetivos principales de la OCS es servir de contrapeso a la OTAN y a Estados Unidos, evitando conflictos que permitirían la intervención estadounidense en regiones limítrofes con Rusia y China.[cita requerida]
Después de que las guerras en Afganistán e Irak hayan conducido a una presencia de tropas estadounidenses en Uzbekistán, Tayikistán y Kirguistán, la OCS ha hecho un llamamiento para el establecimiento de una fecha de retirada de las mismas.[cita requerida]